# Мунія трибарвна
Му́нія трибарвна (Lonchura malacca) — вид горобцеподібних птахів родини астрильдових (Estrildidae). Мешкає в Індії і на Шрі-Ланці. Раніше вважався конспецифічним з чорноголовою і балійською мунією.

## Опис

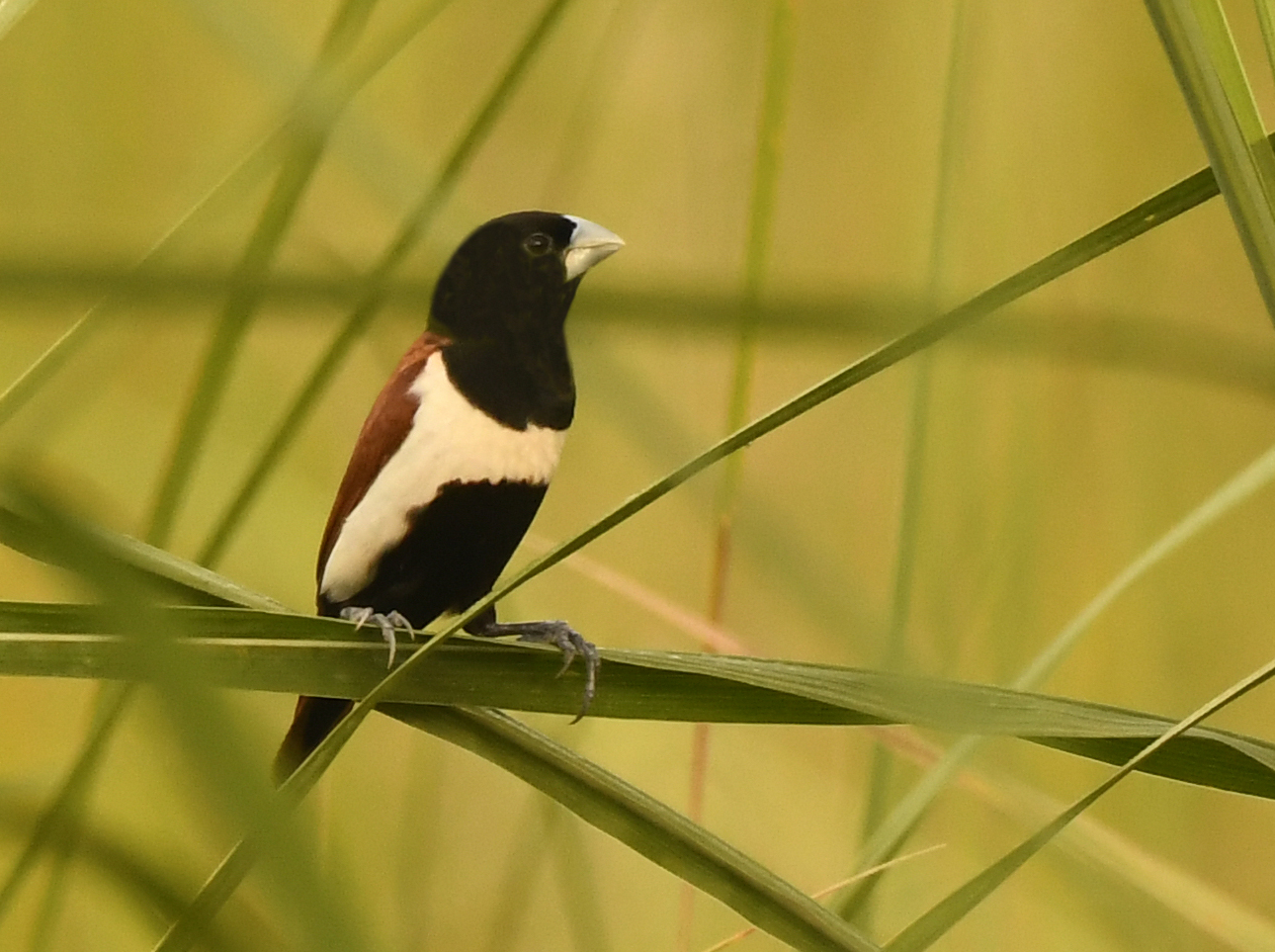
Трибарвна мунія

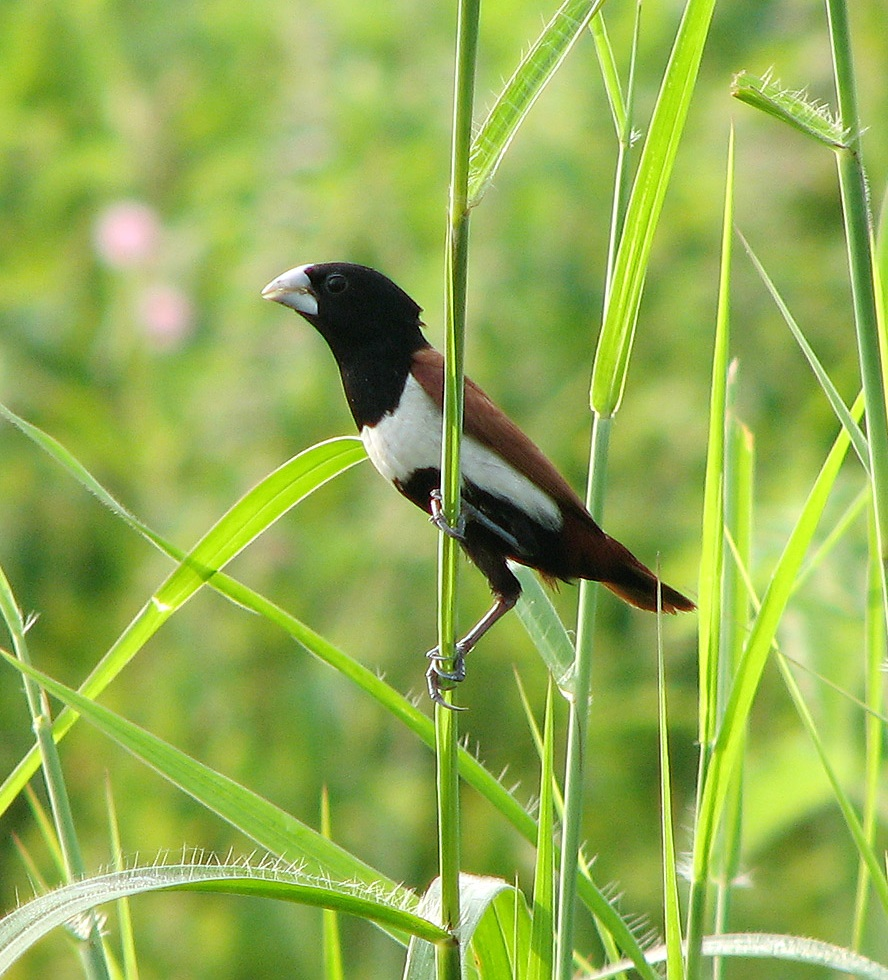
Трибарвна мунія

Довжина птаха становить 11-12,5 см, вага 9,8-14,4 г. Виду не притаманний статевий диморфізм. Верхня частина тіла коричнева. Голова, горло, верхня частина грудей, живіт і гузка чорна. Груди і боки білі. Очі темно-карі, дзьоб і лапи світло-сірі або сизі.

## Поширення і екологія
Трибарвні мунії мешкають на півдні Індії і на острові Шрі-Ланці. Також вони були інтродуковані на острові Гаїті, на Кубі, Пуерто-Рико, Ямайці, в Колумбії та в деяких інших місцях. Трибарвні мунії живуть в очеретяних і трав'янистих заростях на берегах водойм, на луках, рисових полях і плантаціях цукрової тростини. Живляться насінням трав. Гніздування припадає на сезон дощів. Гніздо кулеподібне, в кладці 5 яєць. Інкубаційний період триває 12-14 днів. Будують гніздо, насиджують яйця і доглядають за пташенятами і самиці, і самці. Пташенята покидають гніздо через 3 тижні після вилуплення, однак батьки продовжують піклуватися про них ще 3 тижні.